# Plini el Vell
Plini el Vell (llatí: Caius Plinius Secundus)  (Novum Comum, 23 dC ↔ 24 dC - Estàbia, 79 dC) o Gai Plini Segon va ser un escriptor llatí, científic, naturalista i militar romà. És conegut principalment per la seva obra Naturalis Historia i per l'episodi de la seva mort.

## Biografia

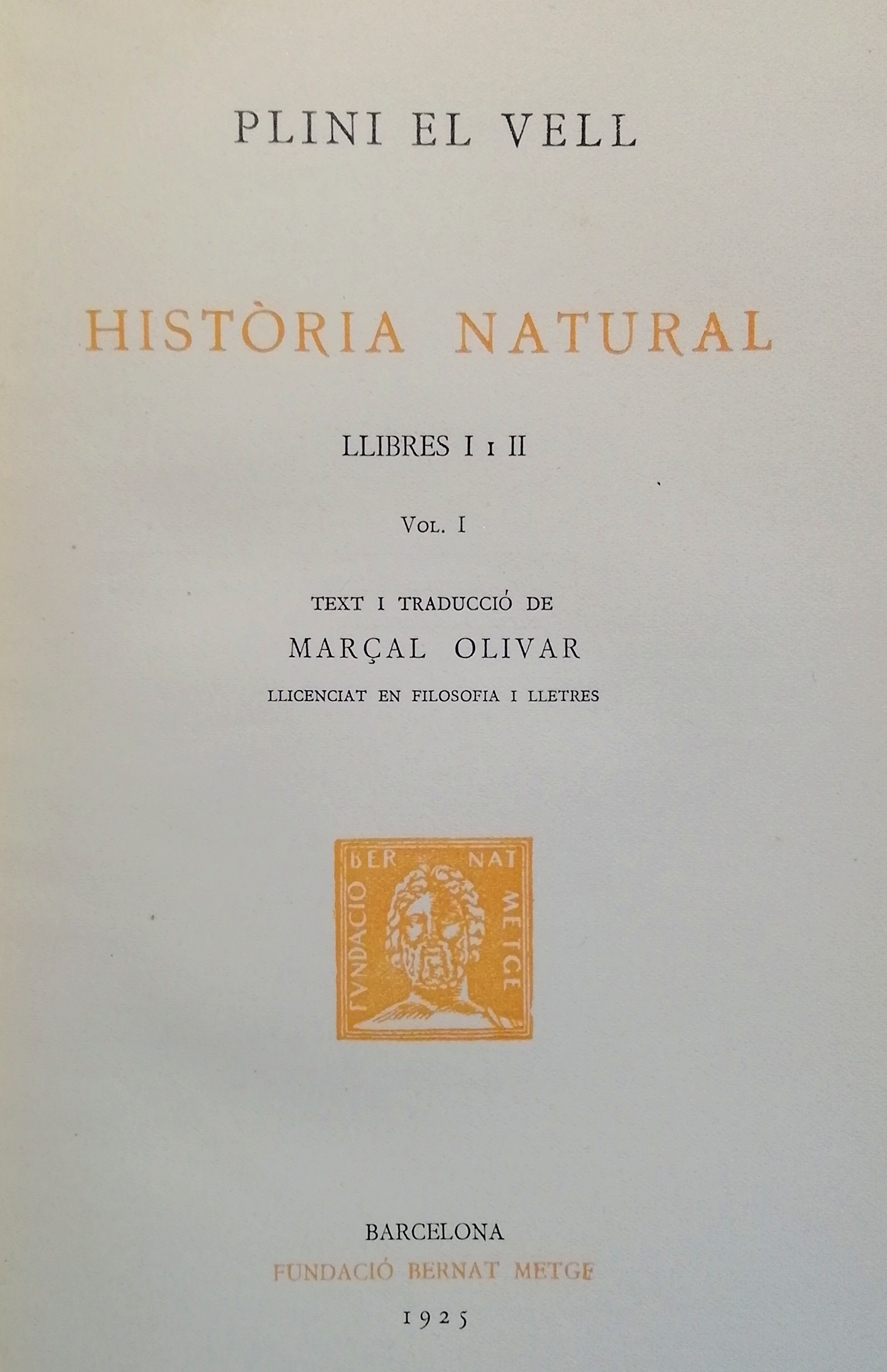
Història natural, traducció catalana publicada a Barcelona per la Fundació Bernat Metge dins la Col·lecció Fundació Bernat Metge l'any 1925

Plini el Vell va néixer a Novum Comum (l'actual Como), ciutat situada a l'extrem sud del Lacus Larius (avui llac de Como), a la regió de la Gàl·lia Transpadana, l'actual Llombardia. No es coneix la data exacta del seu naixement, però es pot calcular a partir de la seva defunció, la qual sí que està documentada. Devia néixer l'any 25 o 24 dC. Va morir l'any 79 durant l'erupció del Vesuvi que sepultà Pompeia, Herculà i Estàbia.
Als 12 anys, va a Roma per tal de millorar la seva instrucció. Durant aquest temps visità Òstia, ja que en descrigué les obres i la construcció del port. Ben aviat, inicià intimitat i amistat amb Pomponi Segon; així, tot i la seva joventut, la seva vida social ja estava consolidada.
Durant la seva adolescència, estudià gramàtica i retòrica, però cada vegada s'interessava més per l'observació i la recerca científica, que ja no abandonaria mai. Se sap que rebé lliçons del gramàtic Apió, del botànic i metge Antoni Càstor, i del metge i poeta Damòcrates.
Quan deixà l'adolescència, essent un civil romà i amb possessió de rang de cavaller, era d'esperar una forta vinculació amb l'exèrcit. Inicià la seva carrera eqüestre en el grau d'oficial de cavalleria. I després es formà en jurisprudència. Va passar un temps a Germania, possiblement entre els anys 47 i 50 dC sota el regnat de Claudi. En aquest moment, participà en diverses campanyes i sempre amb el càrrec de prefecte. Per aquesta època, Plini el Vell rondava els 24 anys. Sembla que, seguint la seva carrera militar, estigué doncs a les terres del Rin -Germània-, a la Gal·lia Narbonesa i al país dels Voconti (l'actual Droma). També consta que conegué la Hispania Tarraconense i la Bètica. I que més endavant visità la Gàl·lia Belga. També dels seus textos es dedueix que estigué a les colònices africanes, probablement a Adrumetun.
Durant el regnat de Neró (54-69 d. de C), Plini es va mantenir en un prudent aïllament, dedicant-se als estudis de retòrica. Després va estar al costat de l'emperador Vespasià (70-79 dC), de qui tenia l'encàrrec d'atendre la seva correspondència i de preparar tota la documentació literària i científica, administrativa i jurídica que el príncep necessitava per a desenvolupar satisfactòriament les tasques del govern.
Plini va ser capaç de compaginar aquestes feines amb els seus estudis, els quals no va abandonar, tal com afirma Plini el Jove en un fragment, on explica els seus costums i hàbits diaris. (Ep. 3,5,9, ss):
"[9] Abans de fer-se clar, anava a veure l'emperador Vespasià –car aquest també aprofitava les nits– per tal d'exercir el càrrec que li havia estat assignat. De tornada a casa, la resta del temps es lliurava als estudis. [10] Després del dinar --que prenia, de dia, lleuger i de fàcil digestió, a la manera dels antics-- a l'estiu, si li vagava, jeia al sol, llegint un llibre, que anotava i extractava. Cert, no llegí res que no extractés. Solia també dir que no hi havia llibre tan dolent que no fos de profit en alguna de les seves parts. [11] Un cop s'havia assolellat, la major part dels dies es rentava amb aigua freda, després tastava alguna cosa i dormia una mica. Tot seguit, com si hagués començat una altra jornada, treballava fins a l'hora de sopar. Durant el sopar, llegia un llibre i en prenia notes, i això de correguda. [12] Em ve a la memòria que, com un dels seus amics, per tal com un lector recitava malament, interrompés la lectura i demanés de tornar a començar, el meu oncle li digué: "Ho havies entès, veritat?" I com ell assentís: "Aleshores, per què l'interrompies? Hem perdut ben bé deu ratlles per aquesta interrupció teva." Tan gran era el seu aprofitament del temps!
[13] A l'estiu, s'aixecava de sopar que encara era clar; a l'hivern, així que es feia fosc, com si una llei el destrenyés a fer-ho. [14] Això practicava entre els altres quefers i el brogit de la ciutat. De vacances, solament perdonava a l'estudi el temps destinat al bany. Quan dic "el bany", em refereixo a les seves operacions interiors, car mentre el fregaven i l'eixugaven, o bé escoltava alguna cosa o dictava. [15] De viatge, desentenent-se aleshores de tota altra cura, d'aquesta sola manera estava desvagat: al seu costat l'escrivent –les mans del qual, a l'hivern, eren proveïdes de mitenes per tal que la cruesa del cel no li robés cap moment als estudis– amb el llibre i les tauletes. Per la mateixa raó es feia dur en llitera, àdhuc a Roma. [16] Recordo que un dia em va reptar perquè em passejava: "Podries, tanmateix –digué– aprofitar aquestes hores." Car, a judici seu, tot el temps que no era despès en els estudis era temps perdut."
Més tard, durant el regnat de Tit, exactament l'any 79 dC, va estar a càrrec de la flota de Misenum, molt a prop de Nàpols, lloc on es trobava en el moment de la seva mort. Plini el Vell, encegat pel seu desig de veure l'erupció de prop, va morir a Estàbia, asfixiat pels gasos del volcà Vesuvi. Aquest episodi és el més conegut de la seva biografia, i Plini el Jove l'explica en una de les seves cartes. (6, 16, 4 ss):
<< [4] Era a Misènum i duia personalment el comandament de l'estol. El dia novè, abans de les calendes de setembre, la meva mare l'assabentà que apareixia un núvol de grandària i de forma desacostumades. [5] […] Es posà les sandàlies i pujà en un lloc des d'on pogués albirar-se millor aquella meravella. S'aixecava el núvol --els qui s'ho miraven de lluny no sabien ben bé de quina muntanya sortia, després es va saber que del Vesuvi-- la semblança i la forma del qual s'adeia més amb la figura d'un pi que amb la de cap altre arbre.
[7] A ell, com a home aciençadíssim, aquell espectacle li semblà extraordinari i digne de ser conegut més de la vora. Manà aparellar una libúrnica i em donà permís d'anar amb ell, si jo volia. Li vaig respondre que m'estimava més quedar-me a estudiar. Justament ell m'havia donat alguna cosa a escriure. [8] Ja sortia de casa quan rebé un escrit de Rectina, muller de Tascus, la qual, esfereïda per la imminència del perill –per tal com la seva vil·la queia al bell dessota de la muntanya i no li restava altra fugida que per les naus– li pregava que la tragués d'aquell mal pas tan extrem. [9] Ell canvià aleshores de parer i apressà tant com pogué allò que havia començat amb un intent científic. Varà uns quants quatrirrems i hi pujà ell mateix, per tal de dur ajuda no solament a Rectina sinó a molts, perquè la riba era freqüentada per la seva amenitat. [10] Es llançà pel camí dret cap allà d'on els altres fugien, tenia encarat el governall vers el perill, i talment net de por, que tots els mudaments d'aquella malanança, tots els aspectes, tal com els ulls li ho anaven mostrant, dictava i anotava.
11. Ja la cendra queia a les naus, més calenta i més espessa a mesura que hom s'hi atansava. Ja queien rocs i àdhuc pedres ennegrides, calcinades i engrunades pel foc, ja la mar s'obria en un gual sobtós i la runa enfarfegava les platges. Vacil·là un instant si havia de recular. Tot seguit, però, digué al nauxer que l'instava a fer-ho: "La fortuna afavoreix els coratjosos. Arriba't a casa de Pomponià." [12] Aquest era a Estàbies, i la meitat del golf –car el mar s'hi endinsa a causa de la curvatura insensible de la platja– el separava de nosaltres. Allà –baldament el perill no s'acostava per aquell cantó, hi era visible i com cresqués hauria estat imminent–, havia portat els embalums a les naus, decidit a fugir si calmava el vent contrari. Dut per aquest vent, que li era favorable, el meu oncle l'abraçà que tot tremolava, el conhortà, l'animà i per tal d'apaivagar amb la seva serenitat la temor de l'altre, manà que hom preparés el bany. Un cop rentat es posà a taula, i sopà joiosament o, el que és igualment admirable, fent semblant d'estar alegre.''
13. Mentrestant, a la muntanya del Vesuvi relluïen, en mants indrets, flamarades amplíssimes i encesors elevats, l'esclat i la claror dels quals era accentuada per les tenebres de la nit. Ell no es cansava de repetir, per donar remei a l'espant, que allò eren fogaines dels pagesos deixades a causa de la sotragada i vil·les abandonades que cremaven en la solitud. Aleshores se n'anà a dormir, i dormí, certament, del son més veritable [...]. [14] Però el pati, pel qual hom anava a la cambra, començava ja a omplir-se totalment de cendra i de pedruscall que, per poc que hom s'hagués entretingut al cubícul, eixir-ne hauria estat impossible. Deixondit, sortí i anà a reunir-se amb Pomponià i els altres que havien estat en vetlla. [15] Deliberaren tots plegats si romandrien sota sostre o si vagarien pel ras. Perquè els bastiments eren remoguts per freqüents i amples sotragades; i gairebé desplaçats de llur fonament, ara d'ací, ara d'allà, hauríeu dit que se n'anaven o venien. [16] Per contra, al ras, per bé que lleugera i esmicoladissa, era de témer la caiguda de la pedruscalla. La comparació de tots els perills [...]. [17] […] Plagué a hom d'anar a la platja i de veure de la vora què permetia el mar, el qual persistia desert i contrari. [18] Allà, ajaient-se sobre un llençol, estès, demanà i begué aigua fresca, per dues vegades. Després les flames i, precursora de les flames la sentor del sofre, posaren els altres en fuga i el despertaren. [19] S'aixecà estantolant-se entre dos serfs i tot seguit caigué a plom, segons que jo dedueixo, per tal com la calitja massa espessa li tapà el respir i li clogué l'estómac, el qual tenia per natura delicat i estret i provocat a freqüents vòmits. [20] Quan tornà a fer-se clar –aquest era el tercer dia d'ençà que ell havia cessat de veure-hi– el seu cos fou trobat sencer, intacte, vestit tal com anava: pel posat més semblava dormir que no pas ser mort. >>
L'episodi de la mort de Plini el Vell es data el 22 d'agost de l'any 79, quan aquest tenia 56 anys. També hi ha una altra hipòtesi de la seva mort, segons la qual Plini el Vell, exhaust pels gasos del volcà que no el deixaven respirar, va demanar a un dels seus servents que el matés, per acabar així amb el patiment i l'agonia.

## Obra

### Obra no conservada
Va ser autor d'una obra molt extensa, no sempre conservada, que coneixem per mitjà de la relació que aporta el seu nebot Plini el Jove (en la seva carta 5 del llibre III). Els anys més pròspers de la seva tasca literària se situen en el moment en què treballava per a Vespasià, i és el moment en què escriu la Història Natural. De tota manera, va escriure al llarg de tota la vida.
La primera obra que degué redactar és De iaculatione equestri ('Sobre el maneig de la llança a cavall'), escrita quan era prefecte de cavalleria i està dedicada a la pràctica eqüestre i les tècniques de combat a cavall. La seva estada a Germània també va ser molt productiva: De vita Pomponi Secundi, dos volums de la biografia de Pomponi Segon, el general i poeta que tant havia protegit a Plini, i els Bellorum Germaniae, 20 volums sobre les Guerres de Germània. Studiosus és un llarg tractat sobre retòrica destinat a la formació de l'orador. Durant l'època de l'emperador Neró, escriu els vuit llibres de De dubii sermonis, sobre gramàtica. Una altra obra important devia ser A fine Aufidii Bassi, en trenta-un llibres, un tractat d'història que possiblement -no se sap del cert- començava amb la mort de Cèsar i arribava fins a la de Calígula.

### Naturalis Historia

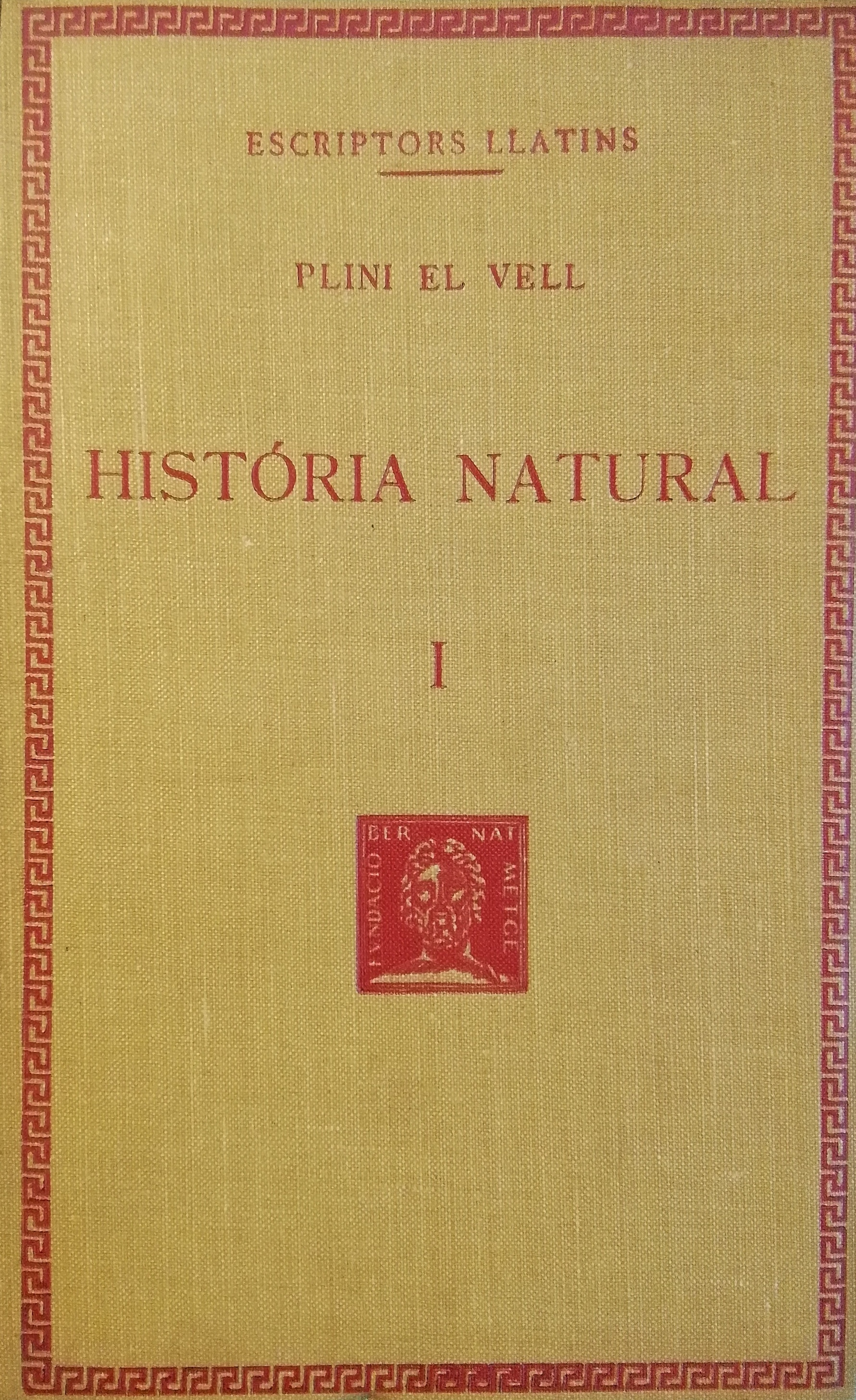
Coberta de Història natural, traducció catalana publicada a Barcelona l'any 1925 per la Col·lecció Fundació Bernat Metge

L'obra anomenada Història natural és l'única que conservem de Plini el Vell. Es pot datar entorn de l'any 77 de la nostra era, dos anys abans de la seva mort. Plini la dividí en trenta-sis llibres, i, després de la seva mort, el seu nebot, Plini el Jove, completà i hi afegí un volum que havia quedat inacabat; es va col·locar en primer lloc com a llibre primer i inclou el sumari, les fonts i la dedicatòria. El conjunt de la Història natural és un estudi de caràcter enciclopèdic sobre els fenòmens naturals.
Comença amb la descripció de l'univers (llibre 2), seguida dels volums de geografia i etnografia (llibres 3-6). El llibre 7 està dedicat a l'estudi de l'ésser humà. Els llibres successius, del 8 fins al 19 tracten dels altres éssers vius, com els animals (8-11) i les plantes, els arbres i l'agricultura (12-19). Des del llibre 20 fins al 32, es parla de medicina i de les propietats o usos medicinals de plantes i animals, i finalment, els darrers llibres, del 33 al 37, tracten sobre éssers inanimats, com els metalls i la metal·lúrgia, el tractament de les pedres, i una història general de l'art antic, com a exemple de l'ús que l'ésser humà ha fet dels minerals. En aquest sentit se'l considera el tractat d'història de l'art més antic que ens ha arribat.
Sobre els volums que tracten de la història de l'art:
Volum 33: s'hi expliquen els metalls. N'esmenta les propietats i els llocs on es poden trobar. També parla de l'or i la plata, els quals servien per decorar estàtues als temples antics, objectes d'orfebreria, etc. Per tant, les civilitzacions antigues com Egipte hi tenen rellevància.
Volum 34: s'hi parla del coure. Se’n mencionen les propietats i es descriu tota la història de l'estatuària en bronze. Per tant, l'autor esmenta i comenta totes les estàtues i monuments honorífics de Roma.
Volum 35: s'hi expliquen els colors i els minerals. Altre cop se'n descriuen les propietats i, en una llarga explicació, l'ús que se'n fa. Això dona pas a parlar dels inicis de la història de la pintura.
Volum 36: s'hi tracta del marbre i altres pedres, i es procedeix a parlar de la història de l'escultura i a descriure algunes obres arquitectòniques. Com que es fa referència als llocs geogràfics d'on procedeixen peces fetes amb els materials descrits, Grècia i Roma hi tenen una presència destacada. També menciona alguna de les meravelles del món, i cita Tebes d'Egipte, la ciutat suspesa sobre pilars.
Aquest recopilatori de dades tan enorme comporta que, molts cops, l'obra estigui basada en la còpia dels apunts i resums de l'autor, sense una elaboració posterior acurada. De tota manera, pel gran nombre de temes i àmbits que tracta, pel cúmul d'informacions que conté, per les dades de textos anteriors -sovint perduts- que recull, la Història natural és una de les obres més considerables que ens han pervingut de l'antiguitat.

## Les fonts de Plini el Vell
En el prefaci el mateix Plini explica que recull prop de vint mil esdeveniments, extrets de més de dos mil llibres de cent autors diferents; tot i que el nombre d'autors consultats deu arribar al mig miler.
L'esperit d'investigador rigorós i metòdic de Plini el Vell és evident en el mètode emprat per consignar les seves fonts: un sistema de numeració que, en primer lloc, anuncia el volum de què es tracta i, a continuació, cita cada un dels escriptors que ha consultat i, en alguns casos, també especifica el tema que ha extret d'aquell autor per tal de descriure'l ell mateix a posteriori.
Entre els autors més consultats i esmentats per Plini trobem els següents: Varró, Posidoni (directament o a través de Varró i Ciceró), Aristòtil, Teofrast, Cató, Virgili, Ovidi, Columel·la i Pomponi Mela. També recull les aportacions -sobre geografia, botànica i zoologia- del rei Juba de Mauritània, a qui potser conegué personalment. Per als aspectes relacionats amb la història de l'art, les fonts gregues en què es devia basar són Xenòcrates de Sició, Duris de Samos i Antígon de Carist. També en Pasíteles i potser Apol·lodor. Per a obres d'art de les costes de l'Àsia Menor es fonamenta en l'historiador Licini Mucià. D'altra banda, Plini esmenta altres analistes, historiadors i escriptors llatins com ara Quint Valeri Ànties o Corneli Nepot.

## Pensament
Plini el Vell va dedicar-se durant tota la vida a l'observació, la lectura metòdica i la redacció d'extractes destinats a compilar el saber conegut fins aleshores. Així doncs, no exposa teories personals sobre cadascun dels aspectes de la realitat natural que descriu; més aviat dona a conèixer tot el que s'havia escrit abans que ell. Per aquest motiu, la seva obra permet accedir a erudició i documentació no conservada, que ell reporta. Per això va ser molt llegit i estudiat en els segles passats -Edat Mitjana i Renaixement, en especial- i continua essent imprescindible avui dia per a qualsevol indagació sobre l'antiguitat.
La seva obra tracta totes les ciències naturals. També la pintura, l'escultura i les obres humanes. Però de filosofia no n'hi ha. Tot i així, és possible observar en les seves actituds i comentaris un estoïcisme ja eclèctic.
Amb relació a les seves apreciacions sobre l'art, que tot sovint fa lliscar en esmentar les obres artístiques, Plini el Vell deixa veure que assumeix els cànons artístics de l'antiguitat, que eren caracteritzats en línies generals per una imitació de la naturalesa. També es mostra com un romà tradicional, en fer predominar el sentit de la utilitat quan emet judicis i valoracions sobre l'art. De vegades critica el luxe, on només hi veu un desig d'ostentació -i hi inclou les piràmides, els mausoleus i les figures foses en materials nobles. Per altra banda, totes les figures fetes en marbre per a ell sempre són motiu de queixa. En canvi, es mostra un fidel admirador de les obres públiques, com ara els canals o els aqüeductes, ja que són d'utilitat.

## Edicions
La reproducció i difusió de la Història Natural ha estat objecte de gairebé dos-cents manuscrits, fins a l'arribada de la impremta. Aquestes només són algunes de les moltes edicions que s'han fet sobre la Història Natural de Plini el Vell:
- Edició prínceps: DE SPIRA, Joan, Història Natural, Venècia, 1469.
- DE BLAVIS, Tomàs, Naturalis Historia, Venècia, 1481.
- BARBARUS, Hermolaus, Castigationes Pliniane, Roma, 1492. (Brescia, 1496).
- BENEDETTO, Alexandre, Naturalis Historia, Venècia, 1507.
- RHENANUS, Beatus, Naturalis Historia, Basilea, 1526.
- SALMASIUS, Claude, Plinianae exercitationes in Solini polyhistora, París, 1629.
- HARDOUIN, Jean, ad usum Delphini, París, 1685.
- MAYHOFF, Karl, Historia Naturalis, Leipzig: Teubner, 1875-1905
- DETLEFSEN, Detlef, Naturalis Historia, Berlin: Weidmann, 1866-1873

## Traduccions catalanes
- Història natural. Llibres I i II - Volum I. Traducció: Marçal Olivar. 183 pàgines dobles en llatí/català. Barcelona, Col·lecció Fundació Bernat Metge, any 1925.